# アンドリュー・マリナー
アンドリュー・マリナー（Andrew Marriner、1954年 - ）は、イギリスのクラリネット奏者。

## 人物・来歴
2019年現在、ロンドン交響楽団の首席クラリネット奏者。父 ネヴィル・マリナーが創設したアカデミー室内管弦楽団のメンバー、ソリストとしても活動してきた。
父（2016年に死去）との共演も多く、2006年までに、ウェーバー、フィンジ、モーツァルトのクラリネット協奏曲を父との共演で録音した。

### 家族・親族
- 父：ネヴィル・マリナー - 指揮者